# Rhèges
Rhèges település Franciaországban, Aube megyében. Lakosainak száma 208 fő (2022. január 1.). Rhèges Bessy, Charny-le-Bachot, Droupt-Sainte-Marie, Plancy-l’Abbaye és Prémierfait községekkel határos.

## Népesség
A település népessége az elmúlt években az alábbi módon változott:
| Lakosok száma | 251  | 192  | 230  | 240  | 245  | 232  | 225  | 221  | 209  | 208  |
|               | 1968 | 1999 | 2011 | 2013 | 2015 | 2017 | 2018 | 2019 | 2021 | 2022 |